# Arvæv
Arvæv er en samling af væv, der dækker et ar. Dannelsen sker som følge af et sår efter f.eks. en operation eller en skade.